# Guerras bizantino-normandas
Las guerras bizantino-normandas fueron una serie de conflictos que acontecieron entre 1041 y 1185 y en los que los reyes normandos de Sicilia disputaron a los bizantinos la posesión del sur de Italia y Sicilia, los Balcanes o Constantinopla.
Justiniano (527-565) había sido el último emperador en intentar restaurar la unidad y universalidad del Imperio romano. Después de haberse apoderado del norte de África, el general Belisario emprendió la difícil reconquista de Italia (535-553). Sin embargo, estas conquistas resultaron efímeras e Italia fue invadida a partir del 569 por los lombardos, que se apoderaron del exarcado de Rávena dos años después. Esto puso fin a la presencia bizantina en el centro de Italia; sin embargo, algunas ciudades costeras y el sur de Italia siguieron siendo bizantinas.
Cuando llegaron a Italia en el cambio de milenio, los normandos se coligaron con los lombardos contra los bizantinos. En 1029, Ranulfo Drengot, aventurero normando y mercenario, se instaló en Aversa, primera etapa de un largo enfrentamiento con los bizantinos por la dominación del sur de Italia. En 1060, Roberto Guiscardo se adueñó de Calabria, lo que dejó a los bizantinos limitados a la posesión de unas pocas ciudades costeras, entre ellas Bari, que se rindió en 1071.
Posteriormente, los normandos se interesaron por los Balcanes. Roberto Guiscardo continuó arrebatando parte de la Italia meridional a los bizantinos desde 1057; luego  ocupó la isla de Corfú y la ciudad costera de Dirraquio en 1082, tras haber infligido una contundente derrota al emperador Alejo Comneno el año anterior. Llamado de vuelta a Italia, dejó la continuación de las operaciones a su hijo, Bohemundo, que fracasó en el empeño. Junto con su sobrino el joven Tancredo de Altavilla y Roger de Salerno, Bohemundo se sumó a la Primera cruzada en 1096, de la que fue uno de los principales caudillos. Se apoderó de Antioquía el de 2 de junio de 1098, ciudad que debería haber devuelto a los bizantinos, pero que decidió conservar y de la que hizo el centro de un principado que sus descendientes indirectos gobernaron con cierta dificultad durante más de dos siglos.
En el siglo siguiente, Manuel I Comneno (1143-1180) quiso restablecer la supremacía de Bizancio en el mundo mediterráneo y chocó con Roger II de Sicilia (1130-1154); el primer paso fue recuperar, merced a la ayuda de los venecianos, la soberanía sobre la isla de Corfú (1149), centro de las expediciones bizantinas a Italia y de las normandas a las costas griegas. El emperador reconquistó varias plazas con la ayuda de los barones locales desposeídos al tiempo que todo el sur de Italia se sacudía el dominio siciliano. Sin embargo, la arrogancia del jefe militar bizantino, Miguel Paleólogo, le enajenó las simpatías de la población y los barones lo abandonaron; la derrota de Brindís de 1158 marcó el fin del dominio bizantino en Italia.
Una última invasión normanda de los Balcanes tuvo lugar en 1185-1186, en tiempos del emperador bizantino Andrónico Comneno (1183-1185). Guillermo II de Sicilia (1166-1189) intentó apoderarse de Constantinopla. Como había hecho Roberto Guiscardo, se hizo primero con Dirraquio, para dirigir luego su flota hacia Corfú e invadir las dos islas de Cefalonia y Zacinto, y seguidamente avanzar por tierra hasta Tesalónica. Esta marcha originó la caída de Andrónico, al que sustituyó Isaac Ángelo (1185-1195 y 1203-1204). El general Alejos Branas logró hacer retroceder a los normandos hacia Sicilia, que conservaron únicamente los condados palatinos de Cefalonia y Zacinto, hasta la llegada de los turcos otomanos.

## Conquista normanda del sur de Italia
A diferencia de Inglaterra, la conquista del sur de Italia por parte de los normandos se llevó a cabo durante un largo período en el siglo XI. Nápoles no cayó en su poder hasta el XII. Los primeros normandos parecen haber llegado a Italia llamados por un noble de Apulia llamado Melo, que había fomentado una primera revuelta contra los bizantinos en 1009. Sin embargo, Melo y sus mercenarios fueron derrotados por Basilio Boioannes, entonces catepan (gobernador) de Italia, en Cannas (la moderna Canne della Battaglia, en Apulia) en el 1018. Después de luchar de 1009 a 1021 junto a los lombardos en Bari contra la autoridad regional bizantina, los mercenarios de Rainulfo Drengot, a sueldo de Guaimario III de Salerno (999-1027), sitiaron Capua, que no se rindió en 1026, tras resistir un asedio de dieciocho meses. En 1029, Rainulfo había pasado servir a Sergio IV de Nápoles quien, para agradecerle su ayuda en la reconquista de la ciudad, le cedió el condado de Aversa (1030), que fue el primer señorío normando de la Italia meridional.
Alrededor de 1035, una familia de escuderos de Cotentin, los Altavilla, vino a establecerse en el sur de Italia, sirviendo primero a Rainulfo. Tancredo de Altavilla tuvo doce hijos, ocho de los cuales se establecieron en Italia. Fue la época en la que las guerras internas entre los emires que gobernaban Sicilia impulsaron al emperador bizantino Miguel IV el Paflagonio (1034-1041) a recuperar la isla. Confió a Jorge Maniaces el mando de un ejército, la drouzhina varega, que concentró su actividad en torno a Regio antes de invadir Sicilia. Guillermo de Altavilla, primogénito de Tancredo, se unió a los griegos con su hermano Drogo y trescientos caballeros normandos. Exitosa al principio, la empresa se atascó cuando los normandos y los griegos se enemistaron y acabaron por separarse. Guillermo, que había heredado el apodo de «brazo de hierro», reanudó las relaciones con Rainulfo y pasó luego a servir a Guaimario IV de Salerno (1027-1052) en 1042, a quien hizo proclamar duque de Apulia y Calabria. En agradecimiento, Guaimario dividió la región en doce baronías destinadas a los jefes normandos; Guillermo recibió el condado de Apulia y Drogo, el de Venosa.
En 1046/1047, llegó a la región Roberto Guiscardo (apodo que significa «el astuto»), sexto de los hijos de Tancredo, al frente de cinco caballeros y treinta y cinco peones. El Imperio bizantino, asolado por las guerras civiles, había perdido mientras tanto el interés por la situación en Italia: pronto se derrumbó la administración establecida en 1018 tras la represión de las revueltas lombardas para contrarrestar el avance del emperador germánico Enrique II. La muerte prematura de Isaac I Comneno (1057-1059) y el derrocamiento de Romano IV Diógenes (1068-1071) simplemente aceleraron la pérdida territorial bizantina, lo que facilitó la consolidación del poder normando sobre Sicilia e Italia.
Guiscardo primero llevó una vida de bandolero, al frente de una pequeña banda armada en Calabria, saqueando iglesias, pidiendo rescate a la población y robando a los viajeros mientras hostigaba a las tropas bizantinas en la región. Después de un ventajoso matrimonio que le dio autoridad sobre unos doscientos caballeros normandos, en 1057 sucedió a su hermano como conde de Apulia, territorio que acabó de conquistar, a excepción de Bari, que quedó en manos de los bizantinos, para luego atacar Calabria.
Ya en 1053, los normandos habían derrotado a un ejército muy superior al mando del papa León IX en Civitate, en Apulia. En 1059 el papa entendió que tenía que tratar con ellos y Roberto Guiscardo se vio investido por el papa Nicolás II (1058-1061) duque de Apulia, Calabria y Sicilia. Sin embargo, de estos tres territorios, los dos primeros todavía estaban en poder de los bizantinos, mientras que Sicilia estaba repartida entre muchos emires musulmanes, enfrentados entre sí. Al año siguiente, Guiscardo conquistó Regio de Calabria, la capital del tagma de Calabria. Los bizantinos quedaron reducidos a la posesión de unas pocas ciudades costeras; perdieron la última, Bari, en 1071 . En 1075, fue el turno de Salerno, último principado lombardo. Preocupado por estos avances y amenazado internamente, el emperador bizantino Miguel VII (1071-1078) escribió dos veces a Guiscardo proponiéndole una alianza dinástica y militar mediante el casamiento de su hermano con una de las hijas del normando. Guiscardo no le respondió y el emperador le hizo una nueva propuesta: casar a su hijo recién nacido, Constantino, con una de las hijas de Guiscardo. Esto cambió la situación: la familia de Guiscardo podría así optar al trono de Bizancio. El señor normando aceptó la oferta y una de sus hijas, rebautizada como Helena a su llegada a Constantinopla, fue enviada a completar sus estudios en el gineceo imperial hasta que su prometido tuviera la edad suficiente para desposarla.

El Ducado de Apulia y Calabria en 1100

Mientras Guiscardo expulsaba a los bizantinos del sur de Italia, su hermano Roger, el hijo menor de Tancredo, establecido en Puglia desde 1057, emprendió en 1060 la conquista de Sicilia, de la que Roberto era duque titular. Constantinopla se consideraba todavía la dueña legítima de la isla, había concluido alianzas con ciertos emires e incluso había enviado en ayuda de uno de ellos, Apolafar Mushumet, al general Georges Maniakès.
Roger había logrado apoderarse n 1038-1039 de la mayoría de las ciudades de la isla, incluida Siracusa, donde vivían muchos griegos, y había sido nombrado gobernador de la isla por un breve período en 1042 . Esta campaña de conquista duró unos quince años y resultó larga y difícil, tanto por la falta de hombres como por la impresionante cantidad de fortalezas musulmanas establecidas durante más de dos siglos en la isla.
En 1071 los dos hermanos abordaron el sitio de Palermo por mar y tierra; la ciudad cayó al año siguiente. La conquista concluyó en 1091 con la expugnación de Noto. Sin embargo, no fue hasta 1130 cuando Roger II de Sicilia (1130-1154), segundo hijo de Roger de Altavilla, unió Sicilia y el sur de Italia en un solo reino normando.

## Primera invasión de los Balcanes (1081-1085)

El Imperio bizantino en 1076.

Habiendo establecido así su autoridad en Italia a expensas de los bizantinos, Roberto Guiscardo volvió sus ojos hacia Constantinopla, que estaba militarmente muy debilitada desde la aplastante derrota de Manzikert (1071). Desde la conquista de Calabria y Apulia, la mayoría de la población de sus estados, llamada durante mucho tiempo Magna Grecia, era de lengua y cultura griegas; los funcionarios habían conservado los antiguos títulos griegos de «estratega», «exarca» y «catepán». El gobierno de Roberto Guiscardo conservó los usos y costumbres administrativos, lingüísticos y judiciales de los territorios conquistados. No obstante, el sueño de ver a su hija como emperatriz se esfumó cuando Nicéforo Botaniates derrocó a Miguel VII (1071-1078), lo encerró en un monasterio, desposó a su mujer y envió a la joven Helena a un convento.

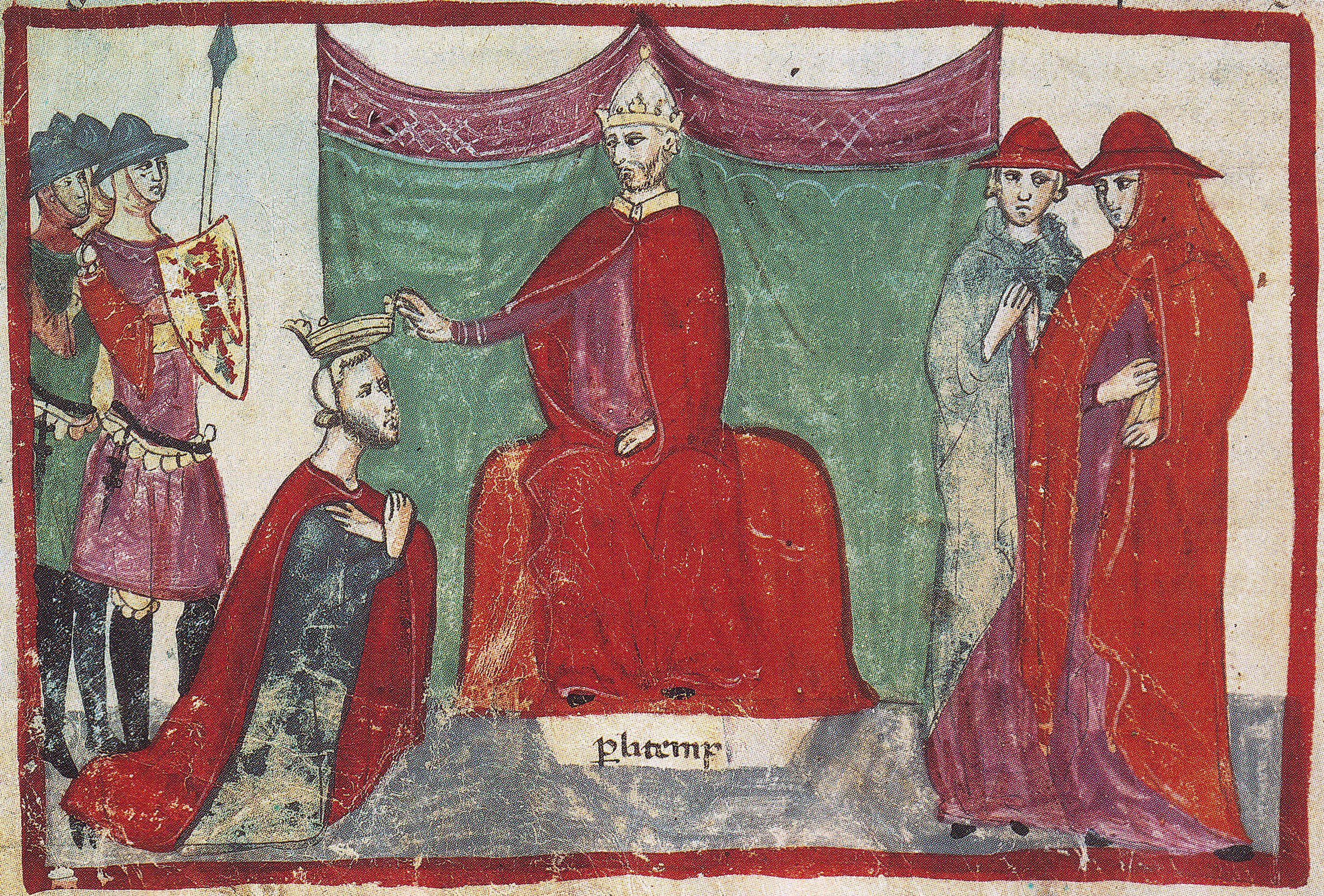
Roberto Guiscardo es coronado duque por el papa Nicolás II. Miniatura del siglo.

Indignado, Guiscardo tomó partido por el depuesto Miguel VII, y en la primavera de 1081 envió a su hijo Bohemundo de Tarento a preparar su avance; este tomo Valona. Él mismo, al frente de una flota de ciento cincuenta navíos, zarpó hacia la costa de Iliria, tomó Dirraquio y Corfú y puso sitio seguidamente a Larisa, en Tesalia. Mientras tanto, sin embargo, el 4 de abril, Alejo Comneno (1081-1118) se había hecho con la corona imperial. Inmediatamente entabló negociaciones con el emperador germánico Enrique IV, con el papa Gregorio VII y, sobre todo, con la República de Venecia, a la que amenazaba Roberto Guiscardo, dueño del canal de Otranto. El dogo Domenico Silvio recibió el título de duque de Dalmacia y Croacia y el rango de protosebasto, lo que hizo de él la cuarta figura más importante de la nueva jerarquía imperial. Por una suma de trescientas sesenta mil monedas de oro, Alejo convenció al emperador de Alemania para que atacara a los normandos en Italia; Enrique IV (1084-1105) vio en ello también la oportunidad de acometer a su enemigo jurado, el papa Gregorio VII (1073-1085). En 1083, el emperador sitió Roma, que tomó en junio; depuso a Gregorio y se hizo coronar emperador del Sacro Imperio Romano Germánico por el nuevo papa Clemente III (1187-1191). Roberto Guiscardo tuvo que abandonar los Balcanes para volver a Roma, que logró reconquistar con Roger de Sicilia; liberó a Gregorio VII, que estaba encerrado en el Castillo de Sant'Angelo. 
A partir del otoño de 1084, Roberto Guiscardo, después de haber sofocado las revueltas fomentadas en Apulia y Calabria por los subsidios bizantinos, partió de nuevo hacia Albania, donde derrotó a griegos y venecianos frente a Corfú. Sin embargo, una epidemia se extendió entre las filas normandas durante el invierno y el propio Roberto Guiscardo enfermó cuando alcanzaba la isla de Cefalonia; falleció el 15 de junio de 1085.

## El interludio de Antioquía (1104-1140)

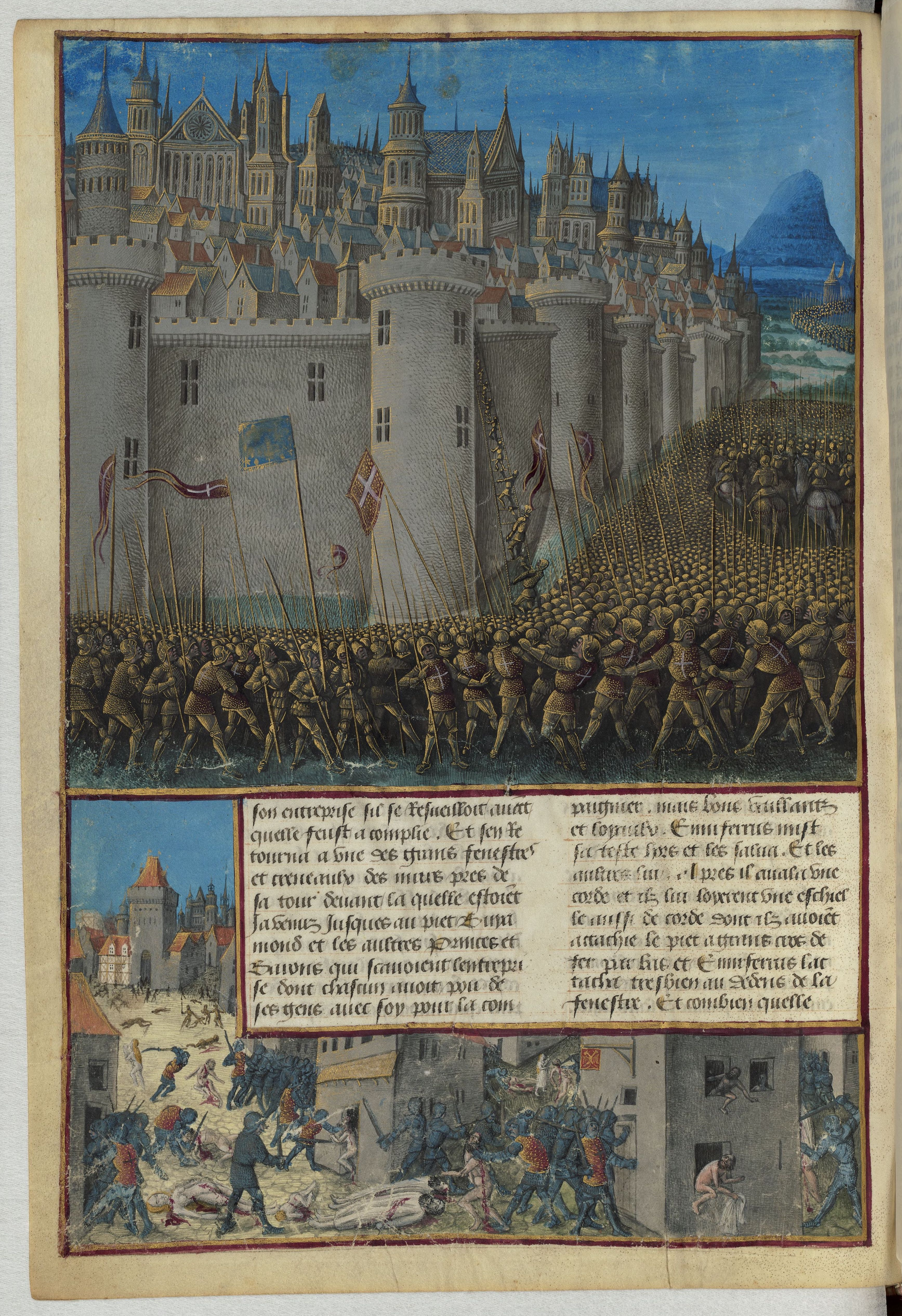
Toma de Antioquía por los cruzados (Miniatura de Jean Colombe, BNF Fr 5594, f.59v.)

Hijo mayor de Roberto Guiscardo, Bohemundo de Tarento había tomado parte en las expediciones de su padre en territorio bizantino de 1081 a 1085, en las que había vencido en dos ocasiones a Alejo Comneno (1082). Apartado de la sucesión de su padre en los ducados de Apulia, Calabria y Sicilia por el divorcio de este, supo en 1096 que se preparaba una gran expedición a Oriente. Decidido a labrarse un señorío mayor que el que tenía en el principado de Tarento, se embarcó con su joven sobrino Tancredo de Altavilla y Roger de Salerno en la primera cruzada. Bohemundo procedía del sur de Italia y ello le daba la ventaja sobre los demás cruzados de hablar griego y de entender la mentalidad bizantina; intuía que el éxito de esta empresa dependería de sus buenas relaciones con el emperador bizantino, a quien le ofreció servir de intermediario con los demás jefes de la cruzada.
Desembarcó en noviembre en Valona a la cabeza de un ejército de diez mil caballeros y veinte mil infantes; la plaza había servido quince años antes de base de operaciones contra Bizancio. Esta llegada despertó los peores temores entre los griegos, que recordaban los abusos de Roberto Guiscardo. Sin embargo, el ejército, que se comportó de manera ejemplar a diferencia de los de los demás príncipes occidentales, pudo avanzar sin obstáculos hasta Constantinopla, donde Bohemundo se encontró a solas con el emperador el día de Pascua de 1097. A cambio del juramento de vasallaje, Alejo se comprometió a abastecer y mantener a las tropas cruzadas. Según un cronista anónimo, el emperador prometió personalmente a Bohemundo cederle un territorio de longitud igual a la que se pudiese recorrer en quince días de marcha y de anchura igual a ocho días de marcha, allende Antioquía. En la primavera de 1097, todo el ejército cruzado se encontraba en el lado asiático del Bósforo, listo para emprender una campaña que lo llevó hasta las puertas de Antioquía en el mes de octubre. Esta, ciudad legendaria porque los apóstoles Pedro y Pablo habían predicado allí, estaba rodeada por poderosas murallas de doce kilómetros, construidas en tiempos de Justiniano I. El asedio de la plaza iba a durar siete largos meses, al final de los cuales Bohemundo amenazó con volver a Italia en busca de refuerzos. Los demás jefes de la expedición le prometieron lo que quería, incluida la posesión de Antioquía, a cambio de que abandonara este proyecto. El 20 de mayo de 1098 , los barones francos, entre ellos Raimundo de Tolosa, cedieron todos los poderes a Bohemundo, abandonando toda pretensión en su favor. Este, en connivencia con un ciudadano armenio de la ciudad, de nombre Firuz, emprendió el asalto la noche del 2 al 3 de junio, en la Torre de las Dos Hermanas, y tomó la ciudad. La vanguardia del ejército turco llegó frente a Antioquía el 4 de junio y Bohemundo quedó a su vez sitiado. El descubrimiento de la Lanza Sagrada dio nuevos bríos a los cruzados, que presentaron batalla al enemigo el día 28 y lo vencieron.
Después de meses de titubeos, los cruzados iban a reanudar el camino a Jerusalén en junio  de 1099; Bohemundo se quedó en Antioquía para afianzar su poder y ampliar sus dominios. Sin embargo, la suerte de la cruzada cambió en 1100, cuando Bohemundo y Ricardo de Salerno fueron capturados por los turcos mientras campeaban en el Éufrates superior. Tancredo, nombrado príncipe de Galilea, fue hecho regente de Antioquía y continuó la política expansionista de Bohemundo a expensas de los bizantinos en Cilicia y de los turcos de Alepo. Bohemundo volvió a Antioquía tras tres años de cautiverio, liberado a cambio de un enorme rescate que pagó el nuevo rey de Jerusalén, Balduino (1100-1118); se coligó entonces con los turcos contra Bizancio y se vio enfrascado en las luchas que desgarraban por entonces Anatolia. Una coalición de los francos se enfrentó a otra turco-árabe en mayo de 1104 y fue derrotada. Bohemundo partió primero a Italia y pasó luego a Francia, reuniendo nuevas tropas para atacar Bizancio desde el oeste y hacer que este abandonase las campañas en el este, donde Alejo avanzaba contra los turcos. En Italia, convenció al papa Pascual II (1099-1118) para que predicase una nueva cruzada, ya no contra los árabes, sino contra Bizancio, mientras que en Francia, Felipe I (con cuya hija acababa de casarse) le permitió reclutar voluntarios en todo el reino. El ejército que logró reunir desembarcó en Dirraquio, plaza que los bizantinos cercaron por tierra y por mar. Esto obligó a Bohemundo a firmar un tratado de paz en Devol en el otoño de 1108 en el que admitió lamentar haber roto su juramento al emperador, juró lealtad a quien reconocía como soberano del principado y restauró al patriarca ortodoxo, al que había sustituido por otro latino..}} Más tarde regresó a Apulia, dejando Antioquía a su sobrino Tancredo; murió tres años después.

## Ofensiva de Roger II (1147-1149)

Escudo de armas de la casa de Altavilla (Hauteville).

Guillermo de Apulia falleció sin herederos en 1127 y Roger II de Sicilia (1130-1154) reclamó su ducado y unió todas las conquistas normandas en Italia bajo una sola corona. Después de haber dirigido varias expediciones en el norte de África desde 1137 hasta 1147, volvió la mirada hacia el Imperio bizantino, sobre el que tenía algunas pretensiones: por un lado, era primo de Bohemundo II y podía tener derechos a Antioquía; por otro, el repudio de su madre, la reina Adelaida, tercera esposa del emperador latino Balduino, constituía un insulto que no podía soslayar. Aprovechó la segunda cruzada para acaudillar varias incursiones contra el Imperio bizantino: tras adueñarse de la isla de Corfú, asoló las costas de Grecia, incendió Atenas y saqueó Tebas, importantes centros de la industria sedera bizantina. En junio del 1149, se presentó incluso ante Constantinopla, aunque no pudo tomarla.
Ante este peligro, Manuel I Comneno (1143-1180) se coligó con Conrado III de Alemania) y con los venecianos, cuyos privilegios comerciales renovó en 1147. Manuel pudo así recuperar Corfú, importante centro del comercio marítimo bizantino, y preparar una ofensiva contra los normandos. Sin embargo, los planes para una campaña bizantino-alemana en Italia se vieron frustrados por la contraofensiva diplomática de Roger II, quien se ligó con el duque Güelfo contra los Hohenstaufen, lo que le impidió a Conrado III abandonar Alemania. A continuación, Roger II apoyó en 1149 la revuelta del príncipe serbio de Rascia, al que sostenía también Hungría. Este fue el comienzo de una larga serie de conflictos entre Hungría y el Imperio bizantino. Por su parte, el rey de Francia, Luis VII (1137-1180), intentó emprender una nueva cruzada dirigida esta vez contra Bizancio. Europa quedó así dividida en dos campos: de un lado, Alemania, Bizancio y Venecia; del otro los normandos, los güelfos, Francia, Hungría y Serbia, con el papado en segundo plano. Los planes para una invasión conjunta de los emperadores bizantino y germánico contra Roger II en el otoño de 1152 se vieron truncados por la muerte de Conrado III el 15 de febrero de 1152. Su sucesor, Federico de Suabia, conocido como Barbarroja (rey de romanos en 1152 y emperador germánico entre 1155 y 1190), deseaba continuar la política de Conrado e invadir el sur de Italia, haciéndose coronar emperador a su paso por Roma; sin embargo, convencido de la supremacía de su propio imperio, se opuso a las pretensiones bizantinas sobre Italia, y consideró a Manuel un mero «rey griego». La alianza concluida con el papa en Constanza un año después de su advenimiento dispuso que a Bizancio no se le otorgaría ningún territorio en Italia y que, si intentaba apoderarse de él por la fuerza, sería expulsado. Pronto la alianza entre Alemania y Bizancio contra los normandos se transformó en enfrentamiento entre los dos imperios por la dominación de Italia.

## Manuel aspira a apoderarse de Italia (1155-1158)

El Reino de Sicilia en 1154.

La desaparición de Roger II en febrero de 1154 hizo que Manuel creyese posible reconquistar las antiguas posesiones bizantinas de Italia. El sucesor de Roger II, Guillermo, apodado el Malo (1154-1166), un hombre de fuerza hercúlea, era tan débil como indeciso, y dejó voluntariamente la tarea de gobernar el reino a su canciller, Maion de Bari. Tras restablecer el orden en los Balcanes, Manuel consideró que la situación le era favorable: la revuelta se fraguaba entre los barones normandos, que consideraban el poder real demasiado centralizador y odiaban al canciller, el «emir de emires», al que tildaban de «diabólico», «corrupto» y «maquinador».
En 1155 Manuel, considerando que le sería posible restaurar la unidad de la Iglesia con la ayuda del papa enemistado con Federico y afirmar la dominación universal del Imperio romano, envió a los generales Miguel Paleólogo y Juan Ducas con una docena de barcos, fuerzas modestas y, sobre todo, gran cantidad de oro, a que invadiesen Apulia. Con la ayuda de los barones descontentos, estos lograron en poco tiempo subyugar las ciudades principales: de Ancona a Tarento, el país reconoció la autoridad del emperador bizantino. Por su parte, Federico, cuyas tropas ya no disimulaban su prisa por volver a Alemania, dejó el camino expedito a Manuel; paradójicamente, un siglo después del gran cisma entre las Iglesias de Oriente y Occidente, Manuel se coligó con el papa Adriano IV (1154-1159) quien, prefiriendo claramente a los bizantinos frente a los sicilianos, marchó hacia el sur de Italia.
Este intento de restauración resultó ser incluso más breve que el de Justiniano seiscientos años antes. No sólo Guillermo I salió de su letargo, sino que todos los estados europeos que temían el restablecimiento de un imperio mediterráneo encabezado por Constantinopla se unieron a él. Guillermo I emprendió una contraofensiva e infligió una grave derrota a los bizantinos en Brindís el 28 de mayo de 1156, en la que los bizantinos perdieron las cuatro naves con que contaban. Guillermo recobró pronto todo el territorio conquistado por los bizantinos. Sometió a los barones rebeldes, asedió al papa Adriano y lo obligó, en virtud del Tratado de Benevento del 18 de junio de 1156, a reconocerlo rey y coligarse con él contra las pretensiones de Federico Barbarroja en Italia.
Mientras, Manuel se había dado cuenta de que Federico Barbarroja se estaba convirtiendo en un enemigo mucho más peligroso en Europa que el rey de Sicilia. Además, después de que Guillermo hubiera enviado una flota de 164 barcos y 10 000 hombres a saquear las islas de Eubea y Almira, decidió firmar la paz con el rey de Sicilia; en efecto, en 1158, firmó un tratado —cuyos términos se desconocen— con este. Este pacto frustró el sueño bizantino de recuperar un punto de apoyo en Italia.
Por otra parte, Manuel sí que vio la soberanía de Constantinopla reconocida sobre el principado de Antioquía (abril de 1159), donde reinaba a la sazón Reinaldo de Châtillon (1153-1163). Pobre venganza, sin embargo, ya que, desde el matrimonio de Constanza de Antioquía, hija de Bohemundo II de Antioquía, príncipe de Tarento, con Raimundo de Poitiers, ya no eran los normandos los que reinaban en el principado.

## Última tentativa normanda de invasión (1185-1186)

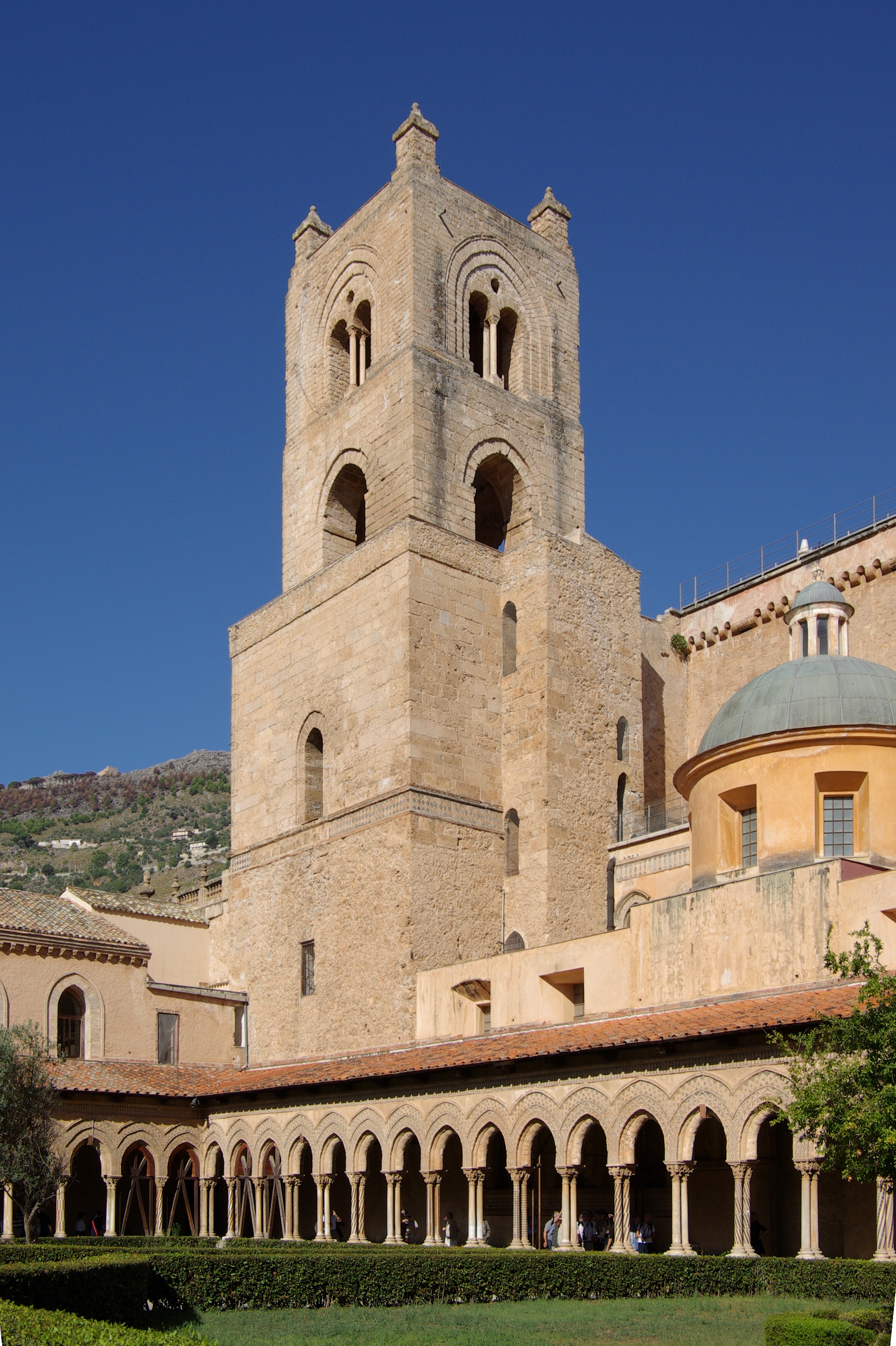
Catedral de Monreale, donde se encuentra la tumba de Guillermo II.

Cuando murió el emperador Manuel (1180), su hijo Alejo II (1180-1183) tenía solo doce años. La regencia recayó en María de Antioquía, nieta de Raimundo de Poitier y Constanza de Altavilla. Ya en desventaja por su ascendencia latina, puso al mando al protosebasto Alejo Comneno, tío de la reina de Jerusalén y prooccidental. Pronto, entre el pueblo estalló el odio hacia la situación de los latinos: los mercaderes italianos se enriquecían y los mercenarios occidentales formaban el principal apoyo de la regencia. El pueblo tomó partido por Andrónico Comneno, enemigo de la aristocracia feudal y acérrimo opositor de la corriente occidental, que marchó contra Constantinopla, cegó a Alejo Comneno; el odio contra los latinos desencadenó un terrible baño de sangre en mayo de 1182. Su reinado (septiembre de 1183-septiembre de 1185) fue un período de terror, el imperio se sumió pronto en una guerra civil latente y la actitud antilatina del régimen susitó la enemistad de las potencias occidentales.
Guillermo II de Sicilia (1166-1189) juzgó el momento propicio para emprender la conquista del Imperio bizantino. Mientras tanto, llegó a Palermo un monje de nombre Sikunteno, acompañado de un adolescente que decía ser el basileus Alejo II, escapado milagrosamente de una muerte horrible. Guillermo acogió al joven, cuya causa defendía. En contra del consejo de sus consejeros, en el otoño de 1184 reunió una flota de trescientos barcos; a esta debía sumarse un ejército de ochenta mil soldados, cinco mil de ellos de caballería, con su correspondiente cuerpo de arqueros, que debía acometer el imperio por tierra. La flota zarpó de Messina el 11 de junio de 1185 y se apoderó de Dirraquio el 24 del mes; seguidamente atacó Corfú, cefalonia, Zacinto, el Peloponeso y el mar Egeo. Mientras, el ejército se abalanzó sobre Macedonia y alcanzó Tesalónica el 6 de agosto, que la flota bloqueó también por mar a partir del día 15. Los normandos pronto se confabularon con los latinos que habitaban un distrito comercial de la ciudad. El 24 de agosto, los atacantes pudieron penetrar en la ciudad y desmandarse en saqueos y atrocidades de todo tipo, vengándose así de los desmanes que los griegos habían perpetrado contra los latinos de Constantinopla tres años antes.
En Tesalónica, el ejército normando se dividió en dos cuerpos: el primero marchó hacia Serres, sita junto al Estrimón, mientras que el segundo, siguió la costa en dirección a Constantinopla, desencadenando el pánico en la ciudad. La multitud se rebeló contra Andrónico y proclamó emperador a Isaac Ángelo (1185-1195 y 1203-1204), que se apresuró a enviar contra el ejército normando al talentoso general Alejo Branas, que había acaudillado varias campañas victoriosas en las que había vencido a las huestes de Béla III de Hungría en 1183 y sofocado la rebelión de Teodoro Cantacuceno en Bitinia. Esto obligó a las fuerzas normandas, cansadas y estorbadas por el botín, a retroceder a Mosinópolis, al este del río Nesto. Branas se encaminó hacia el Estrimón; frente a Dimitritsa infligió una aplastante derrota a los normandos el 7 de noviembre de 1185. Los generales enemigos fueron hechos prisioneros, a Alejo Comneno, que acompañaba al ejército, le sacaron los ojos; los restos del ejército vencido intentó volver a Tesalónica para embarcar en las naves que aún estaban en el puerto. Posteriormente, los normandos también evacuaron Dirraquió y Corfú. Solo conservaron las islas de Cefalonia y Zacinto, perdidas definitivamente para Bizancio.
Ese fue el final del sueño normando de apoderarse de Constantinopla.
Pronto llegó también el final del dominio normando sobre Sicilia: Guillermo II murió sin herederos en 1189. El gran condestable y maestre de Justicia de Apulia y virrey del Continente, Tancredo de Lecce, apoyado por la nobleza contra las aspiraciones de su tía, la princesa Constanza de Altavilla y de su esposo Enrique VI del Sacro Imperio Germánico, solo logró reinar cuatro años más. Abandonado por sus aliados, murió en 1194; en la Navidad de ese año, Enrique de Hohenstaufen recibió la corona de Sicilia en Palermo, acto que puso fin a la autoridad de la dinastía normanda en Sicilia y en el sur de Italia.